# Heidedaguil
De heidedaguil (Heliothis maritima) is een nachtvlinder uit de familie van de uilen, de Noctuidae.

## Beschrijving
De voorvleugellengte bedraagt tussen de 13 en 17 millimeter. De grondkleur van de voorvleugels is lichtbruin tot roodbruin. De soort lijkt veel op de lichte daguil (H. viriplaca), waarmee het tot 1937 als één soort is beschouwd.

## Waardplanten
De heidedaguil gebruikt struikhei, dophei en spurrie als waardplanten. De rups is te vinden van juli tot oktober. De soort overwintert als pop.

## Voorkomen
De soort komt verspreid over Europa en een deel van Azië voor. De verspreiding in Azië is onzeker vanwege de nog recente acceptatie dat de heidedaguil en lichte daguil verschillende soorten zijn.

### In Nederland en België
De heidedaguil is in Nederland en België een zeer zeldzame soort. De vlinder kent twee jaarlijkse generaties die vliegen van eind mei tot halverwege augustus.

## Ondersoorten
- H. maritima angarensis Draudt, 1938 - China
- H. maritima bulgarica Draudt, 1938 - Alpen, Balkan, Zuid-Rusland, en als trekvlinder naar Centraal- en Noord-Europa
- H. maritima centralasiae Draudt, 1938 - Turkije, Iran, Centraal-Azië
- H. maritima maritima (Graslin, 1855) - Zuid- en West Frankrijk
- H. maritima warneckei Boursin, 1964 - Zuid-Engeland, Nederland, Sleeswijk-Holstein, Denemarken, Gotland (Zweden). Vernoemd naar Georg Warnecke.